# Can’t Be Tamed (album)
A Can’t Be Tamed Miley Cyrus amerikai énekesnő harmadik stúdióalbuma, egyben második olyan lemeze, amely nem áll kapcsolatban a Hannah Montanával. A Can’t Be Tamed 2010. június 18-án jelent meg először Németországban, 2010. június 21-én az Egyesült Államokban a Hollywood Record’s gondozásában. A lemez rögzítése és írása Cyrus 2009-es Wonder World Tour nevezetű turnéján kezdődött. Együtt adták ki a turné DVD-jével. A producerek Antonia Armamoto, Tim James és John Shanks. Zeneileg a Can’t Be Tamed albumon találhatók dalok akusztikus balladától kezdve dance-popig.
Az első kislemez a címadó dal, a Can’t Be Tamed volt. 2010. május 18-án jelent meg. A Billboard Hot 100-on nyolcadik helyen debütált és ötödik volt a New Zealand Singles Chart-on.
Can't Be Tamed harmadik helyen debütált a Billboard 200-on, nyolcadik helyen a UK Albums Chart-on és negyedik helyen German Top 100-on.

## Dallista
|     | Cím                      | Szerző(k)                                                                        | Producer(ek)           | Hossz |
| --- | ------------------------ | -------------------------------------------------------------------------------- | ---------------------- | ----- |
| 1.  | Liberty Walk             | Miley Cyrus, Antonina Armato, Tim James, John Fase, Michael Mgginnis, Nick Scapa | Armato, James          | 4:09  |
| 2.  | Who Owns My Heart        | Cyrus, Armato, Tim Price                                                         | Armato, James          | 3:33  |
| 3.  | Can’t Be Tamed           | Cyrus, Armato, James, Paul Neumann, Marek Pompetzki                              | Armato, James          | 2:50  |
| 4.  | Every Rose Has Its Thorn | Bret Michaels, C.C. DeVille, Bobby Dall, Rikki Rockett                           | Armato, James          | 3:51  |
| 5.  | Two More Lonely People   | Cyrus, Armato, Angie Aparo, Brandon Jane, Kevin Kadish                           | Armato, James          | 3:11  |
| 6.  | Forgiveness and Love     | Cyrus, Armato, James, Adam Schmalholz                                            | Armato, James          | 3:31  |
| 7.  | Permanent December       | Cyrus, John Shanks, Claude Kelly                                                 | Shanks                 | 3:37  |
| 8.  | Stay                     | Cyrus, Shanks                                                                    | Shanks                 | 4:21  |
| 9.  | Scars                    | Cyrus, Shanks                                                                    | Shanks                 | 3:43  |
| 10. | Take Me Along            | Cyrus, Shanks                                                                    | Shanks                 | 4:09  |
| 11. | Robot                    | Cyrus, Shanks                                                                    | Shanks, Nataly Cholula | 3:43  |
| 12. | My Heart Beats For Love  | Cyrus, Shanks, Hilary Lindsay, Gordie Sampson                                    | Shanks                 | 3:42  |

| 13. | Can't Be Tamed (RockAngeles Remix, Lil Jon közreműködésével) |  |  | 4:01 |

## Helyezések
Az album 106.000 példányban kelt az első héten az USA-ban és harmadik helyen debütált a Billboard 200-on, Drake Thank Me Later és Eminem Recovery lemeze mögött. A kilencedik helyre csúszott vissza 33.000 példánnyal.
| Toplista (2010)                 | Csúcs pozíció |
| ------------------------------- | ------------- |
| Australian ARIA Albums Chart    | 4             |
| Austria Top 40                  | 2             |
| Belgium Albums Chart (Flanders) | 8             |
| Belgium Albums Chart (Wallonia) | 7             |
| Canadian Albums Chart           | 2             |
| Czech Albums Chart              | 8             |
| Danish Albums Chart             | 25            |
| Dutch Albums Chart              | 31            |
| European Top 100 Albums         | 2             |
| Finnish Albums Chart            | 41            |
| French Albums Chart             | 13            |
| German Albums Chart             | 4             |
| Greek Albums Chart              | 3             |
| Hungarian Albums Chart          | 18            |
| Indian Albums Chart             | 6             |
| Irish Albums Chart              | 5             |
| Italian Albums Chart            | 4             |
| Mexican Albums Chart            | 10            |
| New Zealand Albums Chart        | 2             |
| Norway Albums Chart             | 8             |
| Polish Albums Chart             | 11            |
| Portuguese Albums Chart         | 1             |
| Spanish Albums Chart            | 1             |
| Swedish Albums Chart            | 21            |
| Swiss Albums Chart              | 3             |
| UK Albums Chart                 | 8             |
| U.S. Billboard 200              | 3             |